# Samuel Foote

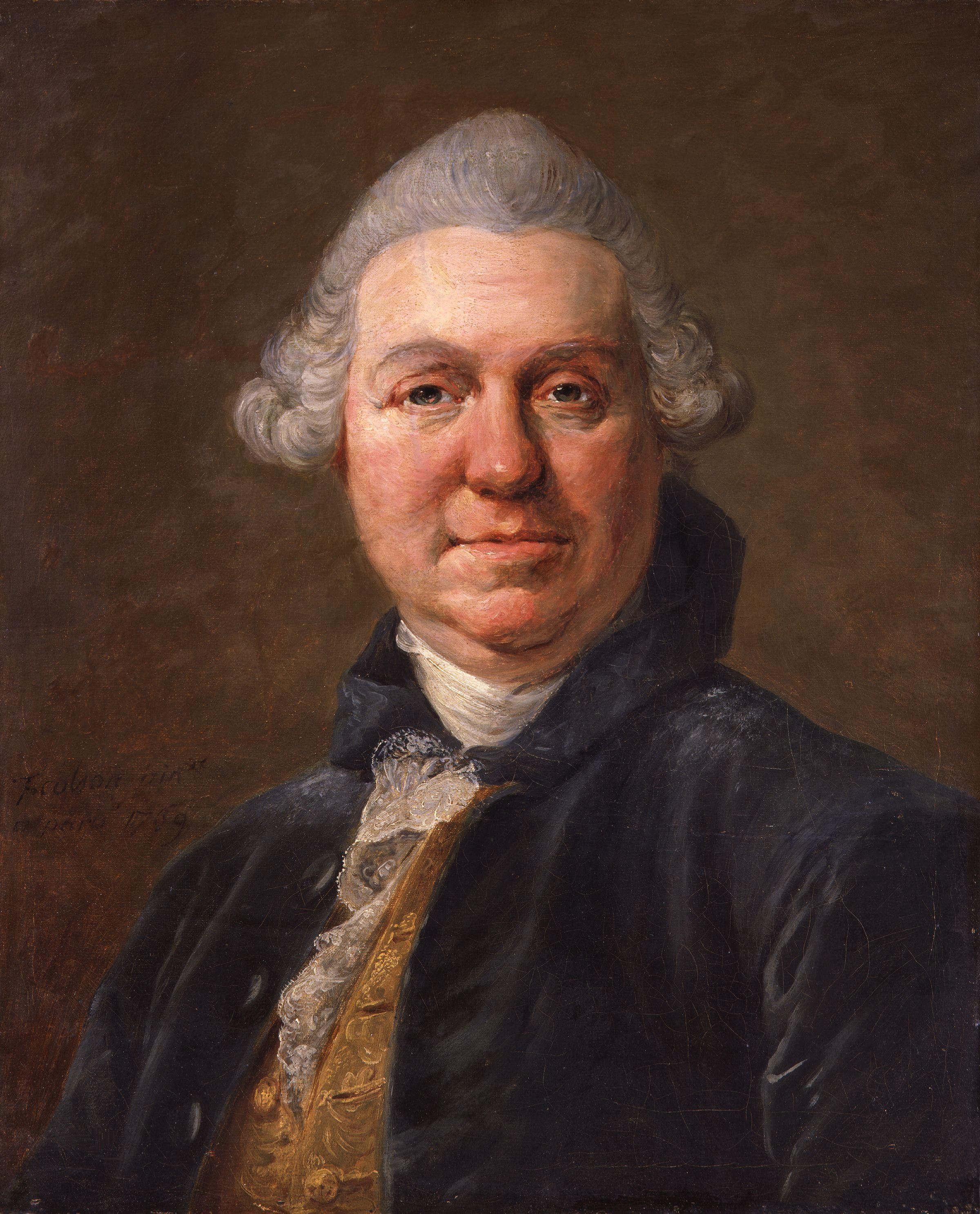
Samuel Foote, porträtt av Jean-François Gilles Colson.

Samuel Foote, född 1720, död 21 oktober 1777, var en brittisk skådespelare och teaterförfattare.
Foote har kallats "den engelske Aristofanes". Han underhöll från 1747 på Haymarketteatern Londonpubliken med bitande kvicka men hänsynslösa och personliga satiriska farser, i vilka han själv uppträdde. Mest berömd är The minor (1760), ett svidande svar på det religiösa hyckleriets angrepp på teatern. Footes Dramatic works utgavs i 4 band 1770-1783.